# Dynastes neptunus
Dynastes neptunus är en skalbaggsart som beskrevs av Conrad Quensel 1805. Dynastes neptunus ingår i släktet herkulesbaggar, och familjen Dynastidae. Utöver nominatformen finns också underarten D. n. rouchei.

## Bildgalleri

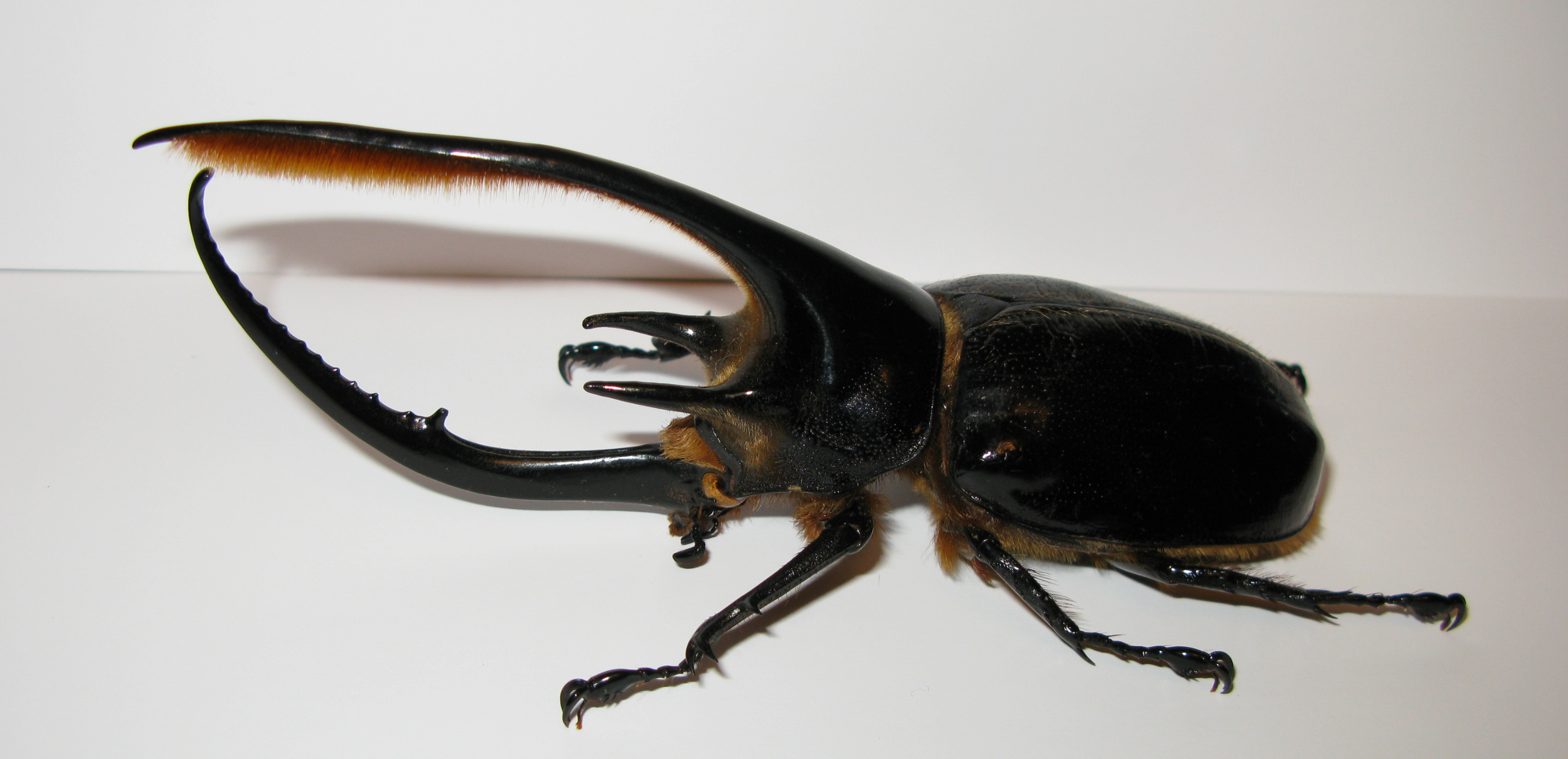
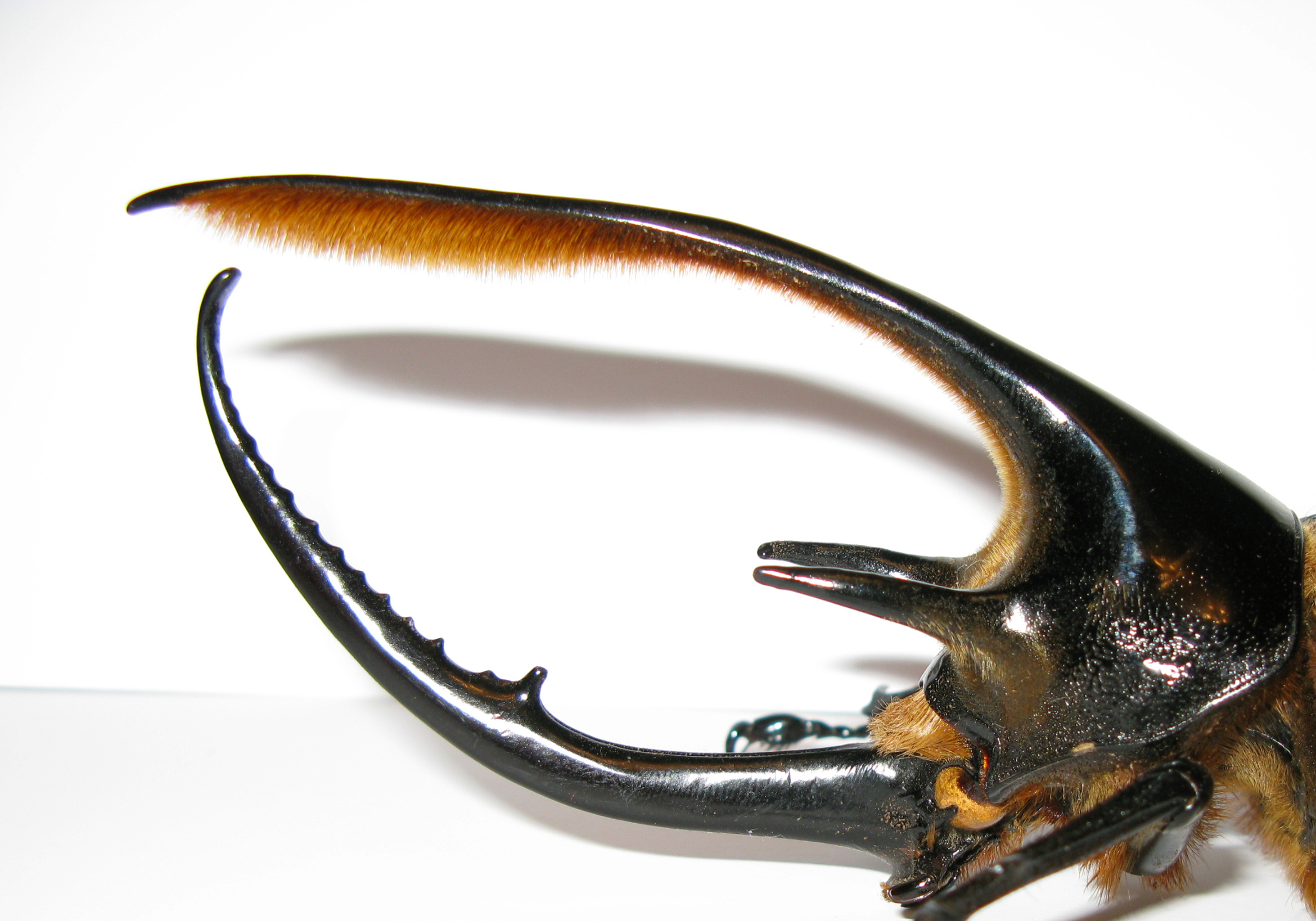
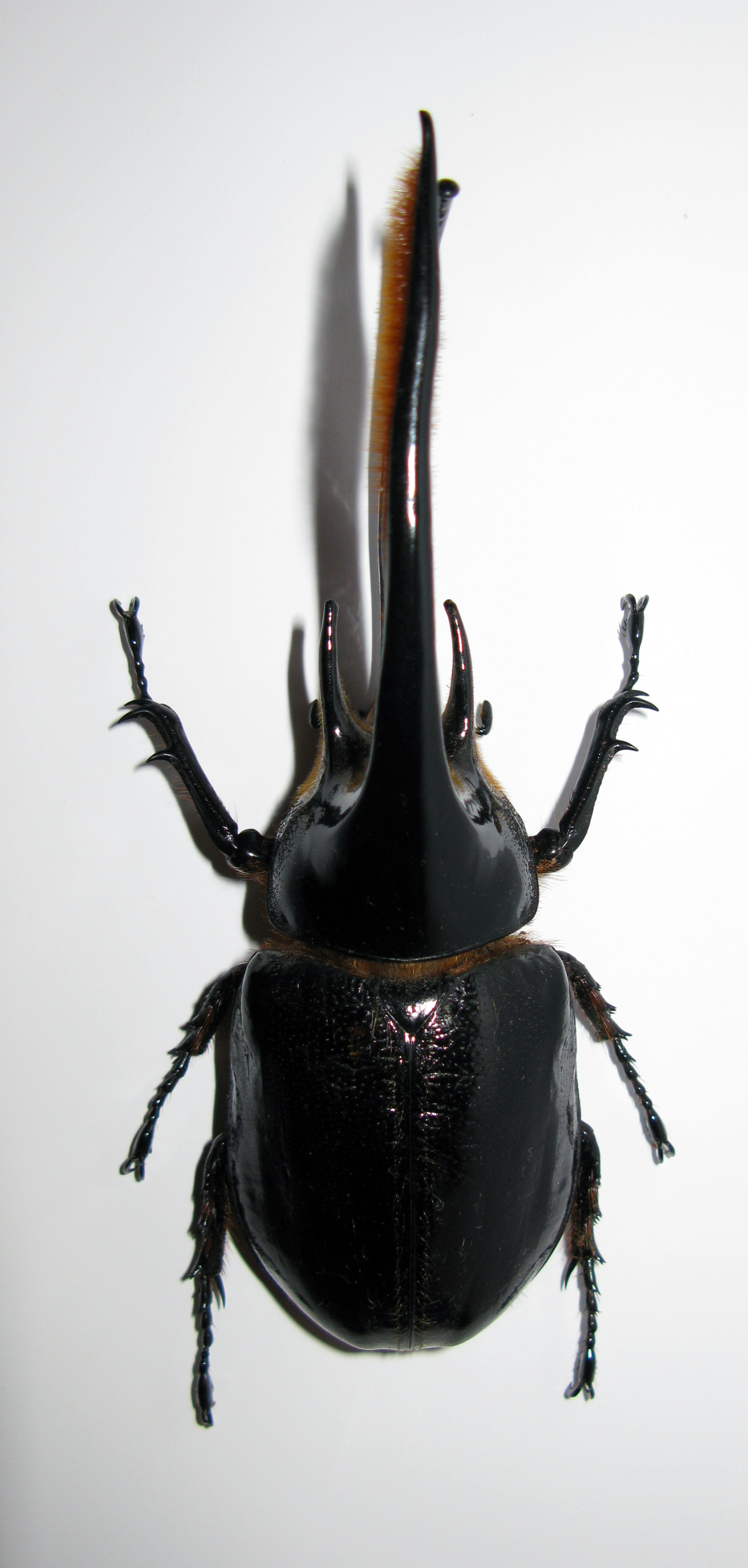
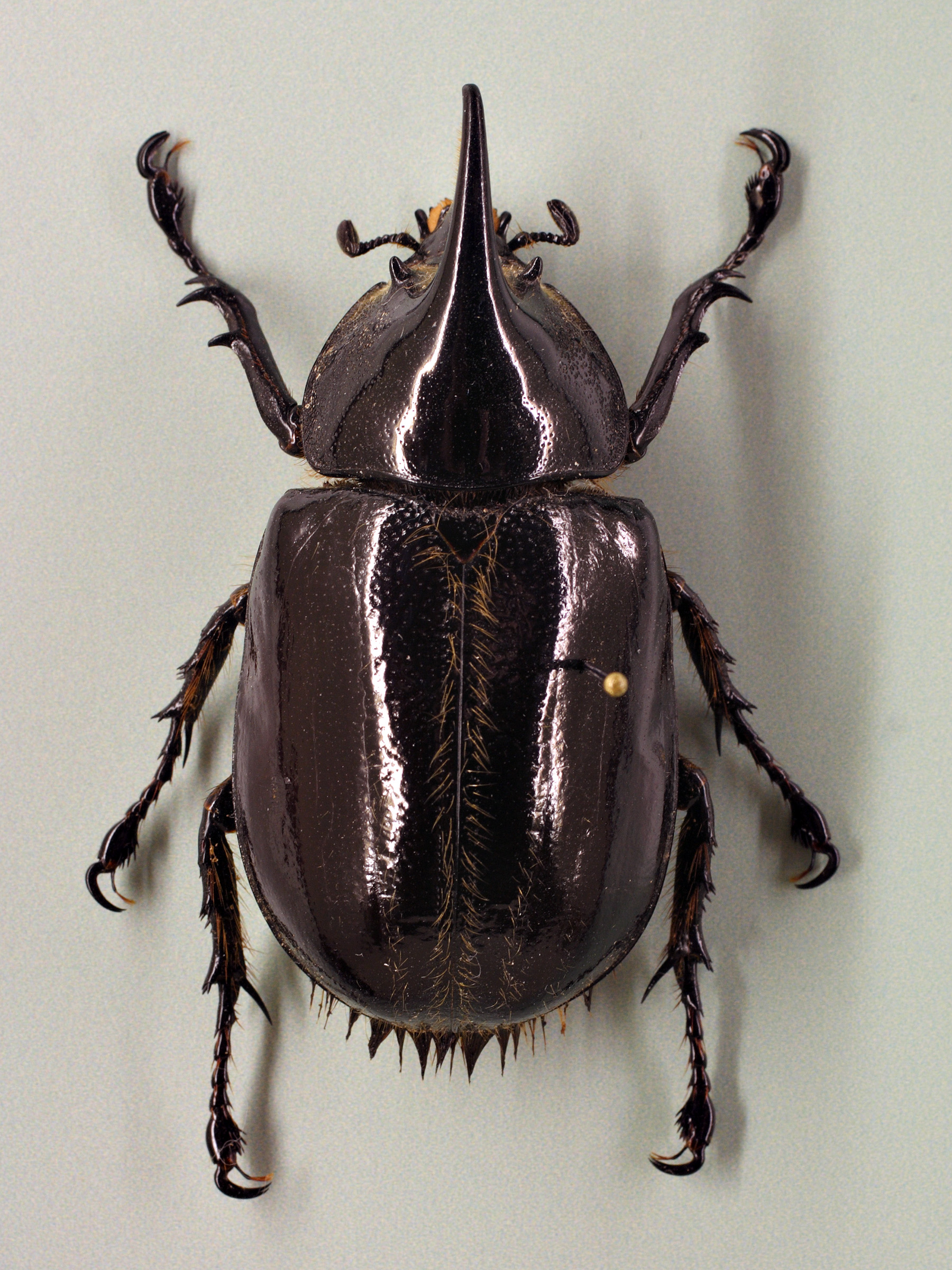
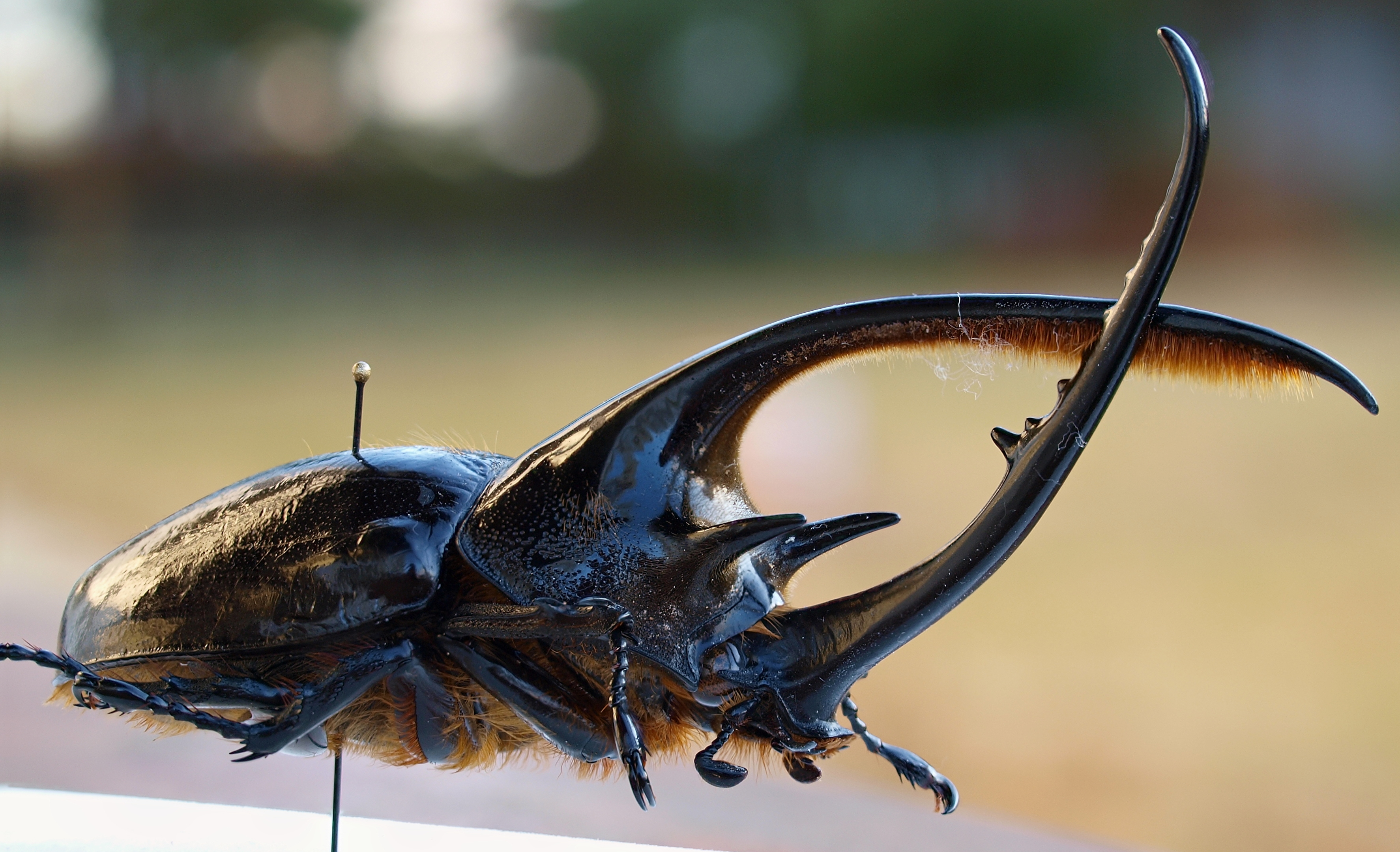
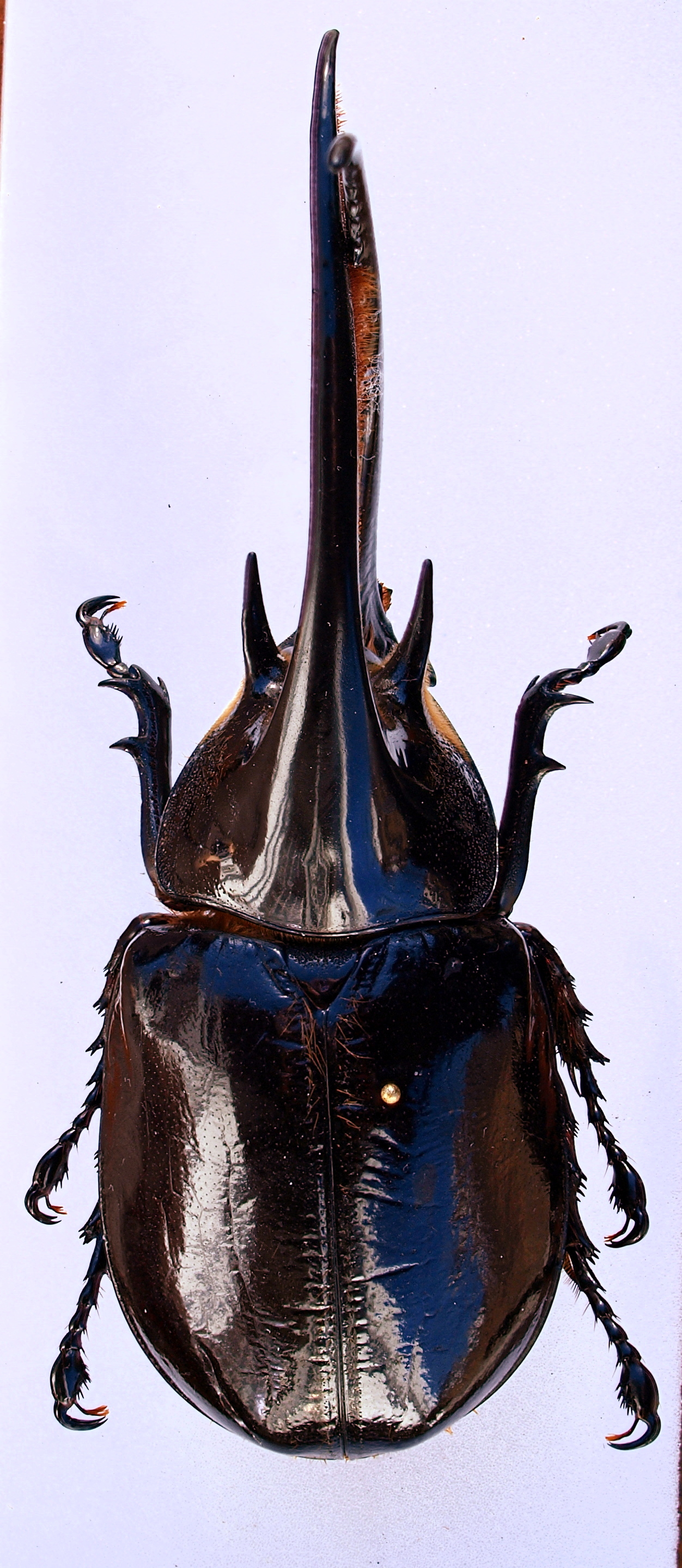